# Ortwin Linger
Ortwin Linger (Paramaribo, 17 september 1967 - aldaar, 10 juni 1989) was een Surinaams-Nederlands voetballer die als rechtsback speelde.
Hij begon bij FC Abcoude en JOS Watergraafsmeer en kwam in 1982 bij Haarlem waar hij in 1987 bij het eerste team kwam. Ortwin overleed drie dagen na de SLM-ramp aan zijn verwondingen. In die drie dagen werd hij patiënt X genoemd; door de totale chaos die in het ziekenhuis heerste en Lingers eigen onvermogen om te communiceren (hij kon alleen nog maar met zijn ogen knipperen) bleef zijn identiteit lange tijd een mysterie. Zijn naam stond zowel op de dodenlijst als de lijst van vermisten, waardoor zijn familie dagenlang doodsangsten uitstond. In die tijd werd de familie bijgestaan onder andere door Dick Advocaat (Ortwins coach bij Haarlem) die een goede band onderhield met Ortwins moeder. Hij werd uiteindelijk geïdentificeerd door zijn oom (die alle ziekenhuizen afgestruind had met een foto van Ortwin) en Stanley Menzo aan de hand van zijn gebit en zijn gespierde kuiten. 